# Erzsébet belga hercegnő
Erzsébet belga hercegnő (teljes neve franciául: Élisabeth Thérèse Marie Hélène de Belgique, hollandul: Elisabeth Thérèse Marie Hélène Prinses van België) (Anderlecht, 2001. október 25. –) a belga királyi család tagja, Fülöp belga király legidősebb gyermeke. Anyja Matild belga királyné, apai nagyapja II. Albert belga király. Erzsébet jelenleg a belga trón örököse az apja, Fülöp király után.

## Születése
Erzsébet császármetszéssel született 2001. október 25-én 21.58-kor a Brüsszel fővárosi régióhoz tartozó Anderlecht kerületben található Hôpital Erasme kórházban. Születésekor súlya 2,9 kg volt, hossza 49,5 cm.
Erzsébetet 2001. december 9-én keresztelték meg az Ardennekben található Ciergnon kastélyban. A szertartást Godfried Danneels érsek, a belgiumi katolikus egyház feje vezette. Keresztszülei Amadeo belga herceg (unokatestvére) és Hélène d’Udekem d’Acoz grófnő (nagynénje) lettek.

## Trónörökössége
Erzsébet születése előtt Belgiumban új törvényt fogadtak el a trón öröklésével kapcsolatban, amely teljes mértékben az elsőszülöttséget veszi alapul. Ennek következményeként, bár Fülöpnek és Matildának született két fia is, Erzsébet a belga trón várományosa apja után. Amennyiben trónra lép, Erzsébet lesz Belgium első királynője.
A belga királyi család hagyományai szerint a trónörökös legidősebb fia (az új szabályok életbe lépéséig a trón várományosa) a Hainaut grófja tiszteletbeli címet kapta (franciául Comte de Hainaut, hollandul Graaf van Henegouwen). Erzsébet születése után mindenki azt várta, hogy II. Albert királyi rendeletében a Hainaut grófnője címet adományozza a trón várományosának. A királyi rendelet meg is érkezett, de a várakozásokkal ellentétben eltörölte a tiszteletbeli címet (a francia-holland nyelvi ellentétek miatt a Hainaut megnevezést nem tartották szerencsésnek).
Apja és nagyapja révén Erzsébet a Szász–Coburg–Gothai-ház leszármazottja, de rokonságban áll a francia Orléans családdal, a dán királyi családdal, a svéd királyi családdal, a bajor Wittelsbach-házzal. Anyja révén rokoni kapcsolatban áll számos lengyel nemesi családdal (pl. Czartoryski, Lubomirski, Radziwiłł, Zamoyski, Sanguszko, Tyszkiewicz). A Czartoryski és Sanguszko hercegek leszármazottjaként rokoni kapcsolatban áll a litván nagyhercegi Gedimina-házzal, illetve a Jagelló-házzal is.

## Tanulmányai és közéleti szereplései
Erzsébet hercegnő jelenleg a Sint-Jan Berchmanscollege iskola tanítványa, amely a brüsszeli Marolles kerületben található és korábban ide jártak nagynénje, Asztrid belga hercegnő gyermekei is. Ez a hagyományokkal való szakítást, a királyi család modernizálódását jelenti, mivel Erzsébet az első trónörökös, aki tanulmányait flamandul kezdte. Erzsébet emellett tánciskolába jár a Flamand-Brabant tartományban található Asse városába.
Erzsébet hercegnő első hivatalos szereplésére 2006-ban került sor, amikor részt vett Belgium nemzeti ünnepén (július 21.) tartott hálaadó misén. 2007-ben elkísérte apját a Természettudományok Belga Királyi Intézetének (Institut Royal des Sciences naturelles de Belgique) megnyitójára. Részt vett még (nézőként) a Queen Elisabeth Music Competition versenysorozaton, illetve jelen volt, amikor 2007. szeptemberben apja felavatta az új belga antarktiszi kutatóállomást, amelyet róla neveztek el Princess Elisabeth kutatóállomásnak.